# Hermival-les-Vaux
Hermival-les-Vaux ist eine französische Gemeinde mit 860 Einwohnern (Stand: 1. Januar 2022) im Département Calvados in der Region Normandie. Sie gehört zum Kanton Pont-l’Évêque im Arrondissement Lisieux. Die Einwohner werden Hermivalais genannt.

## Geographie
Hermival-les-Vaux liegt etwa 46 Kilometer östlich von Caen und etwa 38 Kilometer südsüdwestlich von Le Havre am Paquine in der Landschaft Pays d’Auge. Umgeben wird Hermival-les-Vaux von den Nachbargemeinden Fauguernon im Nordwesten und Norden, Moyaux im Nordosten, Ouilly-du-Houley im Osten, Firfol im Osten und Südosten, Glos im Süden, Lisieux im Südwesten sowie Rocques im Westen.

## Bevölkerungsentwicklung
| Jahr                       | 1962 | 1968 | 1975 | 1982 | 1990 | 1999 | 2006 | 2019 |
| Einwohner                  | 412  | 395  | 526  | 518  | 673  | 760  | 832  | 808  |
| Quellen: Cassini und INSEE |      |      |      |      |      |      |      |      |

## Sehenswürdigkeiten
- Kirche Saint-Germain aus dem 19. Jahrhundert
- Reste der Kirche Notre-Dame in Les Vaux
- Schloss Hermival aus dem 16. Jahrhundert
- Herrenhaus Saint-Laurent aus dem 17. Jahrhundert, heute mit zoologischem Garten

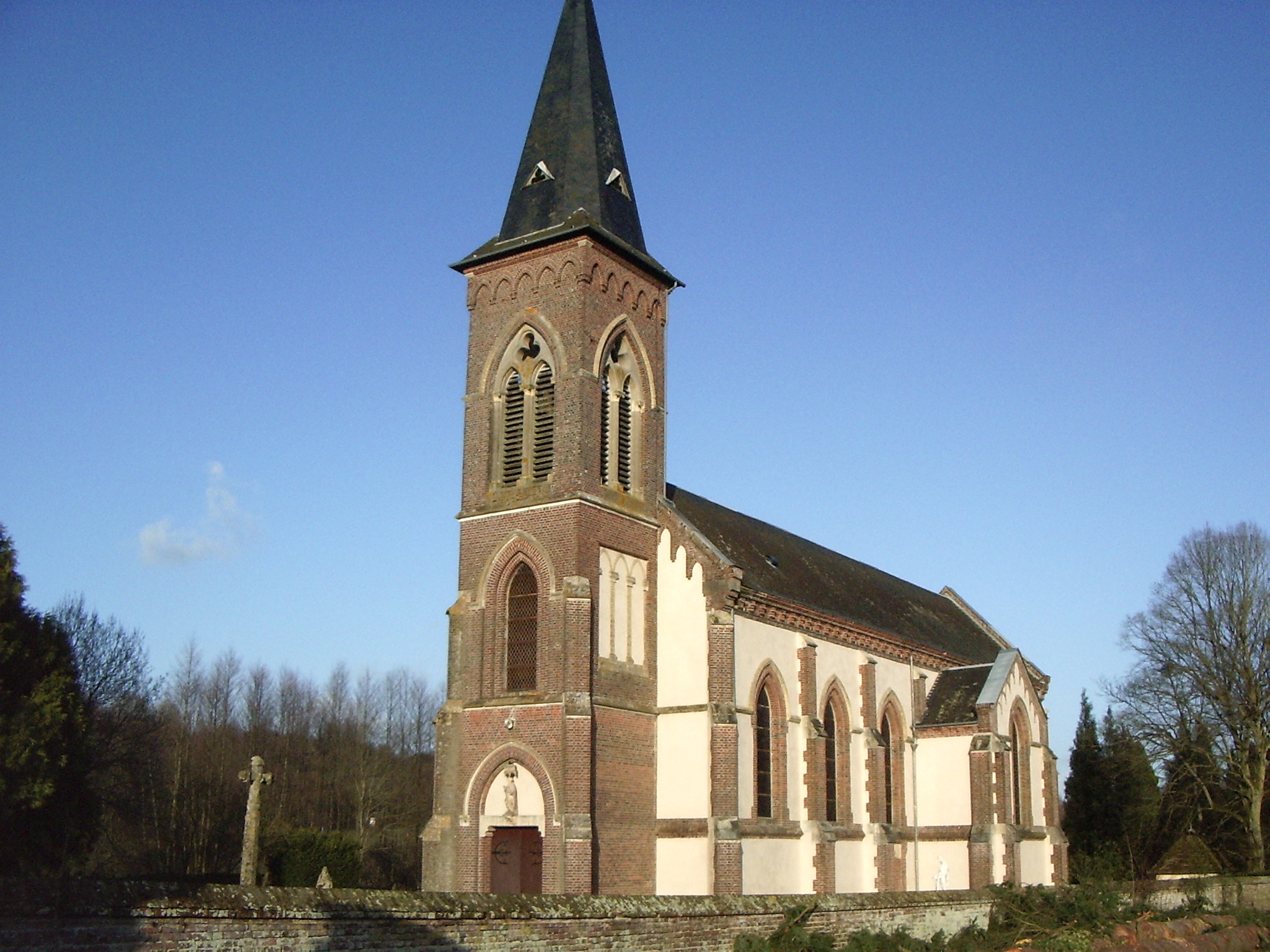
Kirche Saint-Germain
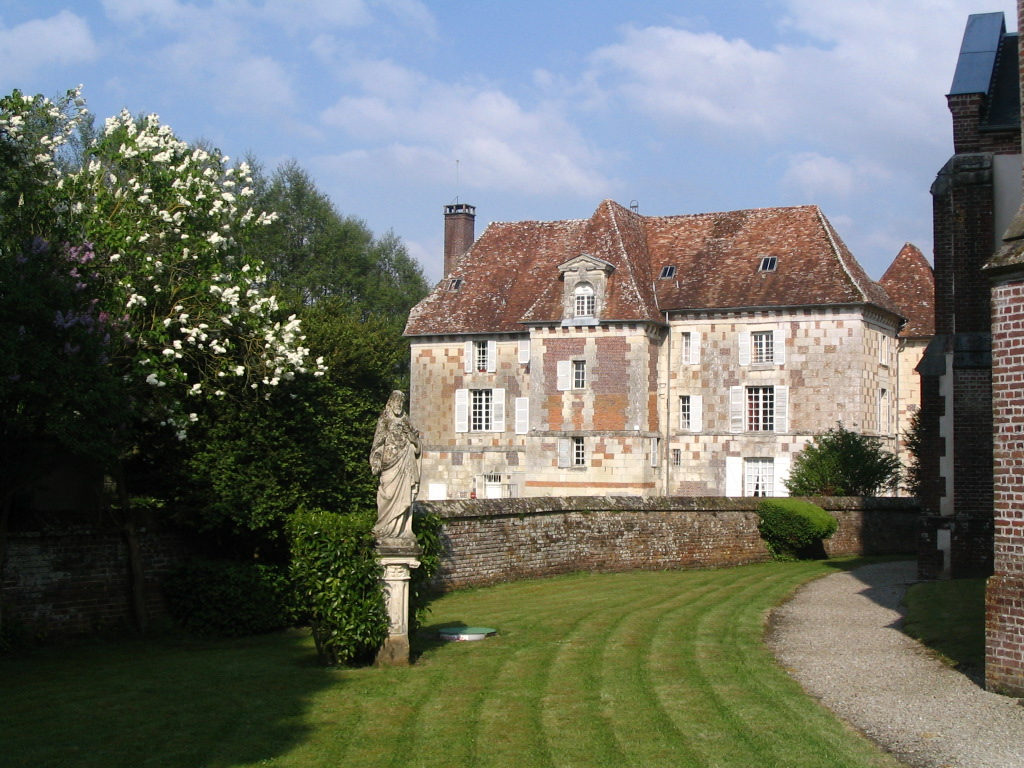
Schloss Hermival